# Daniela Navarro
Daniela Navarro (née Daniela Navarro Santodomingo le 27 février 1984 à Caracas, Venezuela) est une mannequin et actrice vénézuélienne.

## Biographie
Daniela Navarro, après une relation de quatre ans avec l'acteur Carlos Arreaza, s'est mariée avec l'Équatorien Jose Macias lors d'une cérémonie privée à Miami le 24 septembre 2011
,. 
En 2015 après trois mois de relation, elle se sépare du Mexicain Gonzalo García Vivanco.
En avril 2016, elle commence une relation avec le Vénézuélien Ugueth Urbina.
Elle a une petite fille qui s'appelle Uguiella.

## Filmographie
- 1997 : A todo corazón : Patty
- 1997 : Así es la Vida : Gaby
- 2002 : Lejana como el viento : Marivi
- 2004 : Negra consentida : Jessica
- 2004 : Estrambótica Anastasia : Yadira Páez
- 2006 : Por todo lo alto : Chacha Martínez
- 2007 : Pura pinta : Bianca Rondón
- 2008 : Pensión Amalia : María bendita
- 2009 : Tomasa te quiero : Fabiana Paredes
- 2012 : Corazón apasionado : Marielita Campos
- 2012 : Relaciones peligrosas : Olivia Kloster
- 2012-2013 : Corazón valiente : Clara Salvatierra
- 2013-2014 : Marido en alquiler : Barbara González
- 2014-2015 : Tierra de reyes : Patricia Rubio
- 2018 : Mi familia perfecta : Antonia Cadenas